# Урош Живковић
Урош Живковић (Београд, 18. децембар 1999) српски је певач. Истакао се као учесник девете и десете сезоне певачког такмичења Звезде Гранда.

## Биографија
Његов старији брат Милош Живковић је фудбалер, а такође се такмичио у Звездама Гранда. У споту за песму Вечна зима, појавиле су се певачице Тамара Милутиновић и Катарина Грујић. Био је у вези са певачицом Александром Младеновић.

## Дискографија

### Мини-албуми
- Деценија (2024)

### Синглови
- Штикле (2016)[4]
- Лутко моја (2017)
- Хиљаду пута (2018)
- Стање за плакање (2018) дует са Ољом Бајрами
- И пусти (2019) дует са Сандром Решић
- Вечна зима (2020)
- Лазарица (2020)
- Непоправљиви господин (2021)
- Божије сузе (2021) дует са Гогом Гачић
- Није реално (2022) дует са Тамаром Милутиновић
- Свирачи стари (2023)
- Краљ ноћи (2023) са Пеђом Меденицом
- Стање за плакање (2024) обрада, са Ољом Бајрами
- У инат душманина (2024) дует са Вишњом Петровић